# Stazione di Acquamela
La stazione di Acquamela è una fermata ferroviaria posta lungo la linea Salerno–Mercato San Severino, a servizio dell'omonima località, frazione del comune di Baronissi. Essa si trova lungo la Strada Provinciale SP 320, saldata tra un passaggio a livello ed il cimitero comunale.
La gestione degli impianti è affidata a Rete Ferroviaria Italiana (RFI) controllata del Gruppo Ferrovie dello Stato.

## Storia
La fermata di Acquamela venne attivata il 20 dicembre 1938.
Nel 1997, con l'entrata in servizio della Circumsalernitana, la fermata fu soppressa. Ciò scatenò vivaci proteste da parte della comunità locale e sei mesi dopo (in concomitanza dell'entrata in vigore dell'orario invernale) i treni tornarono a fermarsi ad Acquamela.

## Struttura ed impianti
La stazione dispone di una ampia pensilina in cemento armato al cui interno c'è un piccolo edificio che in passato ospitava i servizi igienici.
Il piazzale è composto dal solo binario di piena linea, ed il binario è servito da una banchina prolungata negli anni novanta.

## Movimento
Il servizio passeggeri è svolto in esclusiva da Trenitalia (controllata del gruppo Ferrovie dello Stato) per conto della Regione Campania.
La stazione è servita dai treni regionali Salerno–Avellino-Benevento e dai treni della "Circumsalernitana" (Salerno–Nocera Inferiore).
In totale sono circa ventinove i treni che effettuano servizio in questa stazione e le loro principali destinazioni sono: Salerno, Mercato San Severino e Benevento.

## Interscambi
Recentemente, nel piazzale antistante è stato aperto un piccolo parcheggio di interscambio che serve la fermata ed il cimitero.
Per quanto riguarda il trasporto pubblico, la fermata è servita dai bus navetta per il centro del paese. 
La fermata degli autobus di linea BusItalia Campania si trova a circa 300 m dalla stazione, presso il bivio con la SS 88.